# Rolls Royce (napój)
Rolls Royce – koktajl alkoholowy typu short drink, na bazie ginu, rzadziej brandy, serwowany jako aperitif. Jeżeli bazą jest gin to pozostałe składniki stanowią wermut (wytrawne i słodkie) i likier benedyktyn lub jakikolwiek ziołowy. Główne składniki obok brandy to sok pomarańczowy i likier cointreau.